# Abbaye de Carracedo
L’abbaye Sainte-Marie de Carracedo (en espagnol : Monasterio de Santa María de Carracedo) est une ancienne abbaye, bénédictine puis cistercienne, située à Carracedelo, dans la province de León en Espagne.

## Histoire

### Fondation
L'abbaye de Carracedo est fondée en 990 grâce au soutien de Bermude II de León, qui accueille des moines bénédictins ayant fui devant l'avancée d'Almanzor. Le monastère fondé en cet endroit s'appelle alors San Salvador. De cet édifice ne reste à peu près rien aujourd'hui : une restauration d'envergure est menée en 1138 par Dona Sancha, sœur du roi Alphonse VII.

### Changement de règle
En 1203, les moines choisissent de rejoindre l'ordre cistercien dont la réforme, respectant plus strictement la règle bénédictine, est très populaire : elle s'affilie à l'abbaye de Cîteaux. Sa popularité et son renom s'accroissent d'autant.
Au XIVe siècle, l'ordre cistercien entre à son tour en crise ; la branche espagnole se réforme profondément. Cette réforme aboutit notamment, à la création, en 1505, de la branche nommée Congregación de San Bernardo de Castilla, congrégation à laquelle adhère l'abbaye de Carracedo. Cette réforme permet de retrouver l'esprit monastique des débuts, et marque le début d'une nouvelle phase de croissance. Des reconstructions sont entreprises dans l'abbaye : du cloître, de la sacristie, du réfectoire monastique au XVIe siècle, de l'hospice, du clocher et du bâtiment des convers aux XVIIe et XVIIIe siècles, d'une nouvelle église en 1796.

### Après les moines
Le  désamortissement de Mendizábal chasse les moines et ferme l'abbaye en 1835. Cette fermeture s'accompagne de pillages et de destructions, seuls l'église et le réfectoire étant sauvegardés.
En 1928, une première mesure de sauvegarde est prise grâce à Ramón Menéndez Pidal. En 1988, des mesures plus ambitieuses sont prises et la restauration commence sous la houlette des architectes Salvador Pérez Arroyo et Susana Mora Muñoyerro, pendant que des travaux archéologiques d'envergure sont menés par José Antonio Balboa de Paz.